# Santuario della Beata Vergine del Fiume
Il santuario della Beata Vergine del Fiume è una chiesa della città di Mandello del Lario, nella provincia di Lecco in Lombardia, Italia. La chiesa è annoverata nell'elenco dei Santuari e templi votivi della Diocesi di Como.

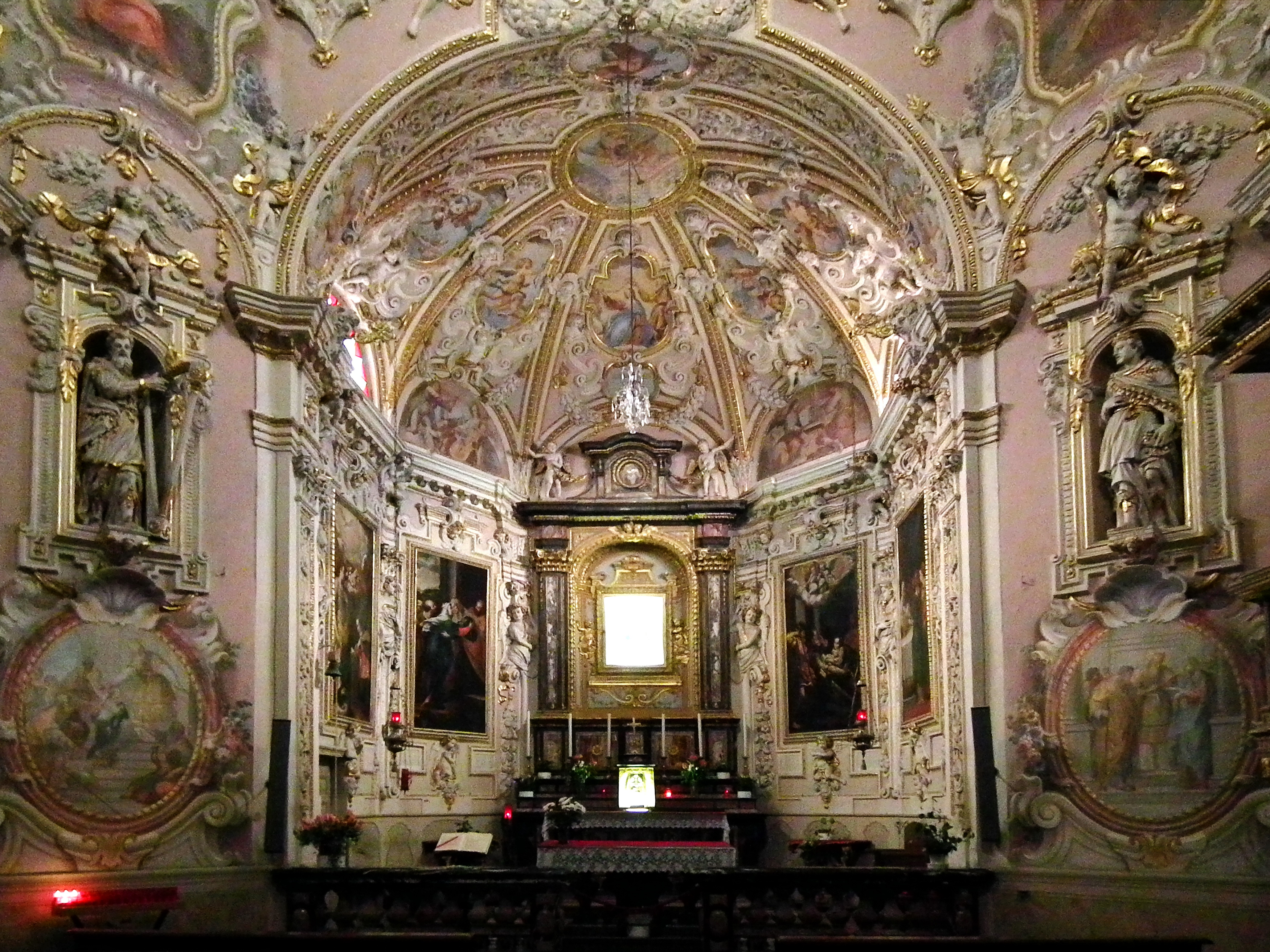
Interno del santuario

## Storia
Il Santuario venne edificato in sostituzione di una precedente cappelletta mariana di devozione popolare, edicola che era stata distrutta da un'esondazione del torrente Meria.
La costruzione del Santuario, iniziata poco oltre il 1625, avvenne a più riprese: gli spazi per il culto erano già pronti una decina di anni dopo, mentre per la realizzazione della sacrestia bisognò attendere fino al 1670; dodici anni dopo fu la volta del porticato esterno.
Anche la decorazione degli spazi interni avvenne in più fasi: tra il 1633 e il 1638 vennero realizzati gli ornamenti del presbiterio e della navata, oltre agli affreschi che ornano l'arco trionfale e il soffitto e dell'arco; successivamente, tra il 1736 e il 1756, toccò alle decorazioni delle pareti.

## Descrizione
Esternamente, la chiesa si presenta come un edificio introdotto da un porticato. Nei pressi dell'edificio trova posto anche una Via Crucis costruita a cavallo tra i secoli XVIII e XIX.
Internamente, la chiesa ospita un ciclo di opere pittoriche a tema mariano eseguite da Giacomo Antonio Santagostino. David Reti è invece l'autore delle sculture in stucco che ornano l'interno della chiesa.
La parete di fondo dell'altare ospita un affresco devozionale raffigurante una Madonna col Bambino, dalla cui presenza deriva la dedicazione del Santuario.